# Museo Departamental de San José
El Museo Departamental de San José  está ubicado en la zona céntrica de la ciudad San José de Mayo, capital del departamento de San José, en Uruguay. Su nombre completo es: Instituto Histórico Cultural y Museo de Bellas Artes de San José pues la multiplicidad de actividades que desarrolla trascienden lo específico de un museo: además de salas de exposiciones, posee  biblioteca, diapoteca, videoteca, hemeroteca, archivo de la voz y organiza diversas actividades de extensión cultural.  
Es una institución privada sin fines de lucro, que depende de una Asociación Civil y cuenta con el apoyo de la Intendencia Departamental, cuya meta es la formación y difusión de la cultura en sus manifestaciones históricas, artísticas y costumbristas.

## El edificio y su historia
El museo funciona en una casa construida en 1806, a 23 años de la fundación del poblado, perteneciente a Santiago Ortuño, uno de los primeros hombres de fortuna que se afincaron en San José. Fue el primer edificio de materiales resistentes allí construido y mantiene  su representatividad de la época colonial, por lo que fue declarado monumento histórico nacional. 
Su valor histórico está asociado a la Toma de San José por parte de los revolucionarios en el año 1881: según la creencia popular, la casa, ubicada a 500 m del Cabildo, funcionó como base de operaciones de los españoles. 
A fines del siglo XIX la casa fue comprada por el agrimensor Manuel Rodríguez quien vivió en ella hasta su fallecimiento. En 1947 comenzó a funcionar como museo privado, concretando la iniciativa de un grupo de docentes, profesionales, comerciantes, gobernantes y periodistas cuya intención era rescatar la historia y el patrimonio cultural del departamento.

## Administración
El museo tiene una Comisión Directiva electa por los socios cada dos años.
"El Museo de San José es una institución privada sin fines de lucro, su principal entrada es la cuota de socios más una ayuda de la Intendencia Municipal de San José".  Desde junio de 2013, su coordinadora es María del Huerto Torresi.

## Acervo del museo

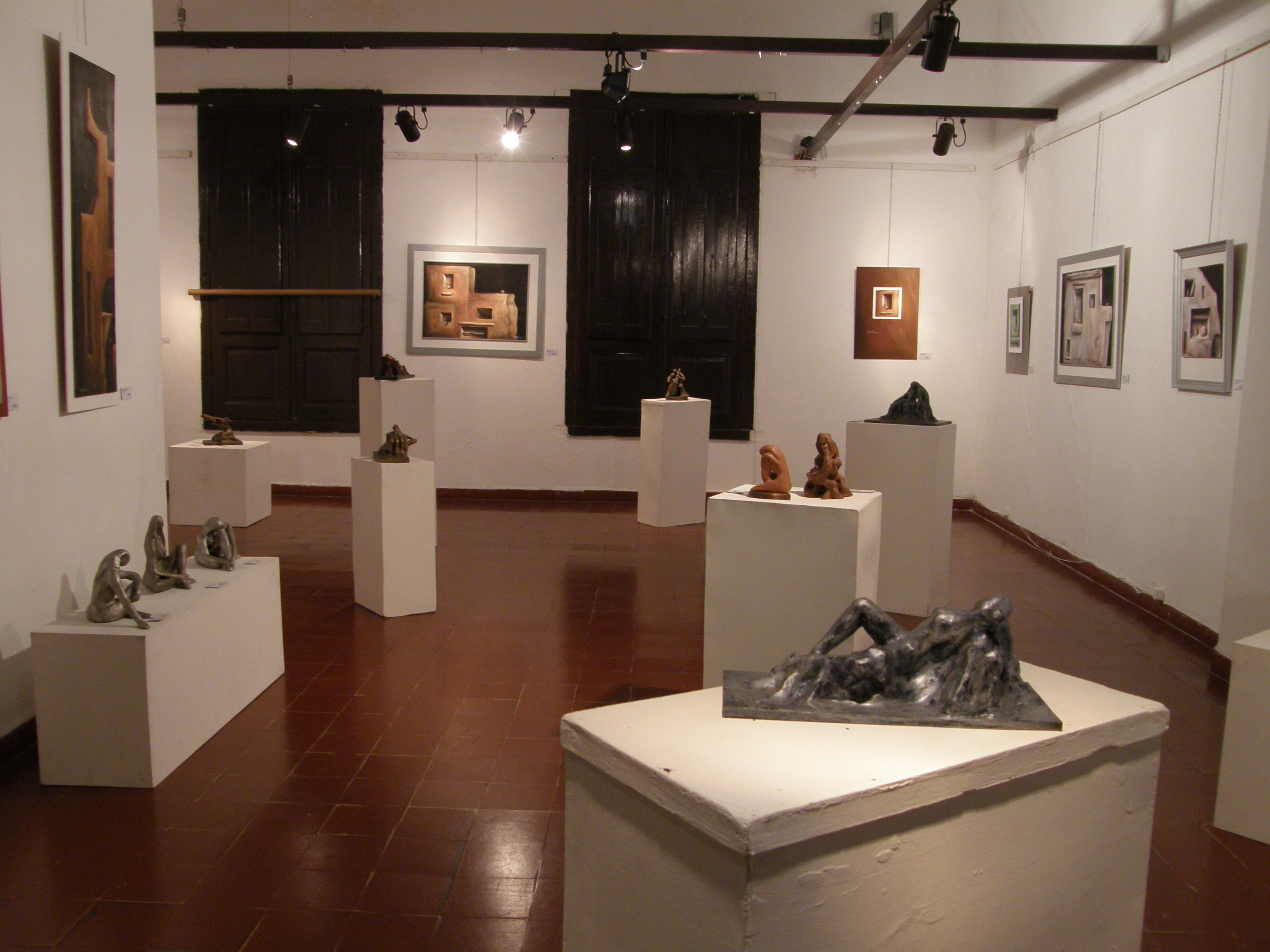
Sala de exposiciones itinerantes con piezas del artista plástico maragato Alejandro Pérez Noya, quien también tiene un taller a su cargo en el Museo

La pinacoteca incluye obras de los artistas uruguayos que constituyen la muestra permanente: José Cuneo, Pedro Figari, José Luis Zorrilla de San Martín, Joaquín Torres García, Rafael Barradas, José Gurvich, parte de la cual pertenece al Museo.
Organiza exposiciones de artistas locales, nacionales e internacionales. Las exposiciones itinerantes son programadas con un año de antelación, considerando peticiones e invitaciones de artistas, para cuya selección se tiene en cuenta la formación y calidad de su obra.  Además realiza intercambios con otros museos.
La Biblioteca "Francisco Espínola" se nutre de unos 7000 volúmenes especialmente de Artes Visuales, pero que contempla también Historia (sobre todo Período Colonial e Independencia), Filosofía, Sociología, Literatura, Psicología del Arte.

## Otras actividades, proyectos y cursos
En su calidad de centro cultural, el Instituto realiza muestras históricas, presentaciones de libros, funciones de cine, conferencias, conciertos, talleres de educación no formal dirigidos a alumnos desde 4 años a 70 años: cerámica, tallado en madera, expresión plástica para niños, fotografía, teatro, idiomas, estimulación musical, diseño gráfico, diseño de páginas web, artes visuales, computación, instrumentos musicales diversos, educación de la voz.
La Noche de los Museos en San José es una fiesta tradicional en la cual el museo ofrece un espectáculo musical, degustación de vinos y otras actividades con participación de colaboradores, amigos, socios y visitantes.  
“Muros de San José” es un proyecto  cuyo propósito es integrar diferentes lenguajes plásticos en el paisaje urbano cotidiano.

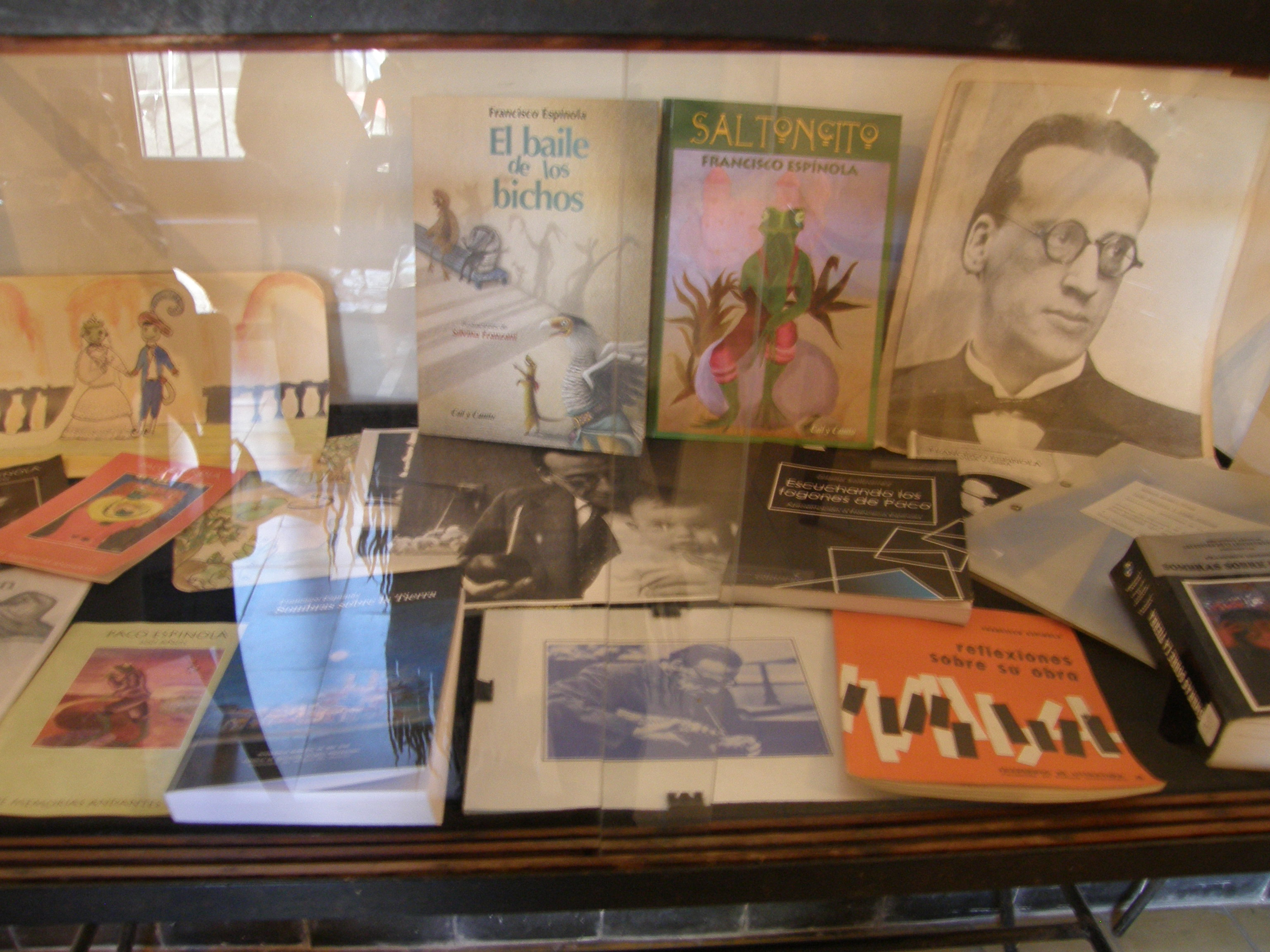
documentación y obra de "Paco" Espínola

Cine Club del Museo presenta funciones todos los sábados mediante un convenio con Cinemateca, lo cual cubre la carencia de salas cinematográficas en la ciudad.  
Coordina con ICAU (Instituto de Cine y Audiovisual del Uruguay) y MEC

El Rincón de Paco es un espacio con obras y pertenencias del escritor maragato Francisco Espínola donadas por su familia al museo. El Día del Patrimonio se proyectan imágenes del artista y su obra acompañadas de la voz del escritor registrada en una grabación. 
También funciona El Monitor Plástico como fuente de consulta.

## De interés para los visitantes
El horario de oficina es de lunes a viernes de 15 a 19. Las salas de exposiciones funcionan de lunes a viernes de 15 a 18 y los sábados de 17 a 18:30. Se realizan con agenda previa visitas guiadas a grupos de estudiantes y turistas.

## lioaces e24ernos
- Wikimedia Commons alberga una categoría multimedia sobre Museo Departamental de San José.